# Цушима
Цушима (јап. 対馬) је јапанско острво у Корејском мореузу, отприлике на пола пута између Корејског полуострва и острва Кјушу. Главно острво Цушима, некада једно острво, подељено је на два 1671. каналом Офунакошисето, а затим на три 1900. каналом Манзекисето. Ови канали пролазе кроз превлаке у центру острва, формирајући „Северно острво Цушима” (Камино-шима) и „Јужно острво Цушима” (Шимоно-шима). Цушима такође укључује преко 100 мањих острва, од којих су многа мала. Назив Цушима се генерално односи на сва острва архипелага Цушима заједно. Административно, острво Цушима се налази у префектури Нагасаки.

## Географија
Острво је дугачко око 70, а широко око 15 км, са површином од 696 км² и 2013. имало је око 34.000 становника.
| ЦушимаНагасаки Положај острва Цушима на мапи Јапана. |  | ВакамацуАрхипелаг ГотоНагасакиЦушимаНакадориХисака Острво Цушима на мапи Кјушуа. |

## Историја
Током Сенгоку периода (1467-1600) острво Цушима било је главна постаја поморске трговине између Јапана и Кореје. Господар острва Со Јошитоши учествовао је у јапанској инвазији Кореје (1592) са око 5.000 својих вазала.